# Uad el Lil
Uad el Lil (en árabe: واد الليل‎, en francés: Oued Ellil) es una localidad marroquí perteneciente al municipio de Malalién, en la región de Tánger-Tetuán-Alhucemas. Desde 1912 hasta 1956 perteneció a la zona norte del protectorado español de Marruecos.